# مسجد رايوس الكبير
مسجد رايوس الكبير هو مسجد يقع في ماروس، مقاطعة سولاوسي الجنوبية .

## العمارة
يعد المسجد واحدة من مناطق الجذب السياحي وذلك لتفرده بوجود القبة الحمراء والبيضاء فيه، يحوي المسجد فناء وحديقة كبيرة، داخل الغرفة الرئيسية للمسجد توجد قاعة صلاة فسيحة جدا ورائعة، سقف الغرفة يتبعه شكل القبة مع ثريات ذات زخرفات تمثل إضافة جمالية لغرفة الصلاة، إضاءة الغرفة هي أيضا رائعة وجميلة، الضوء الطبيعي قادم في خلال فتحات النوافذ التي تنتشرت على طول جدار المسجد، الجدار الأمامي من القاعة الرئيسية مغطى بالرخام، وهناك محراب للمسجد يتميز باستخدام سبائك تجويفية مستطيلة الشكل تتفتق بشكل ثلاثي في النهايات، المنبر موجود في واجهة المسجد، مصنوع من خشب الساج المتحوت المستورد من جيبارا، أرضية المسجد رخامية تغطي غرفة الصلاة وذلك باستخدام اللون الرمادي الداكن لإعطاء انطباع رائع للمسجد، ويشكل مسجد رايوس الكبير مركز للأنشطة الاجتماعية التي تهدف إلى اكتساب الإيمان الديني والتقوى للمجتمعات المحيطة به.

## وصلات خارجية
- ألبوم صور المسجد